# Silnice II/228
Silnice II/228 je silnice II. třídy v okrese Rakovník. Spojuje město Jesenice s okresním městem Rakovník. Začíná na Mírovém náměstí v Jesenici, kde odbočuje ze silnice I/27 východním směrem.
Vede údolím Rakovnického potoka a končí v Rakovníku na Sixtově náměstí, kde se napojuje na silnici II/229. Na trase silnice se nachází celkem šest obcí. Čerpací stanice je jen v Jesenici a v Rakovníku. Celková délka silnice je cca 20 km.

## Popis trasy
| Vzdál. v km | Místo    | Popis | Nadm. výška |
| ----------- | -------- | --- | ----------- |
| 0           | Jesenice | Počátek II/228 je výjezdem z náměstí směrem na východ.                                                        | 460         |
| 1           |          | Nechráněný žel. přejezd – Trať 162                                                                            | 459         |
| 1,3         |          | Vpravo odbočka do obcí Kosobody a Soseň                                                                       | 457         |
| 1,6         |          | Nechráněný žel. přejezd – trať 162                                                                            | 456         |
| 2,7         |          | Most přes Rakovnický potok                                                                                    | 455         |
| 6,1         | Oráčov   | Odbočka vpravo do Klečetné, odbočka vlevo na III/2283 do Zderazi a Kolešovic s napojením na III/2275          | 392         |
| 7,4         | Švihov   | Most přes Rakovnický potok                                                                                    | 374         |
| 9,5         | Pšovlky  | Odbočka vpravo na III/2285 do obcí Řeřichy, Václavy a Zavidov s napojením na II/229                           | 363         |
| 9,6         | Pšovlky  | Odbočka vlevo do obce Kolešovice                                                                              | 363         |
| 13          |          | Křižovatka – se silnicí III/2276 vedoucí z obcí Kněževes a Přílepy do Šanova a Petrovic s napojením na II/229 | 353         |
| 14          | Senomaty | Odbočka vpravo na III/2288 do obce Hostokryje a u lomu Brant napojení na II/229                               | 339         |
| 16          |          | Most přes Kolešovický potok                                                                                   | 333         |
| 17          |          | Železniční přejezd přes Trať 126                                                                              | 346         |
| 18          |          | Napojení na silnici II/237 a společně dál                                                                     | 346         |
| 20          | Rakovník | Sixtovo náměstí: zde silnice II/228 končí napojením na silnici II/229.                                        | 327         |